# Coutances
Coutances es una localidad  francesa situada en el departamento de la Mancha en la región de la Baja Normandía. Es conocida por su hermosa catedral así como por su festival de Jazz: "Jazz bajo los manzanos" (en francés: Jazz sous les pommiers). Esta localidad es la sede del obispado.

## Geografía
Coutances está situada en el Cotentin a 12 kilómetros de la costa Oeste. El centro de la ciudad está situado sobre un promontorio en el que la catedral constituye el punto culminante. Por debajo del promontorio discurre el Soulles, afluente del río costero Sienne. La topografía del municipio ha sido la causa de que se le haya denominado como el "Toledo de Contentin".

## Demografía
| 8606 | 9061 | 9869 | 9930 | 9715 | 9522 |
| Para los censos de 1962 a 1999 la población legal corresponde a la población sin duplicidades (Fuente: INSEE [Consultar]) |      |      |      |      |      |

## Historia
Capital del pueblo Celta de los Unelles, la ciudad adoptó el nombre de Constantia en 298 bajo el dominio de Constancio I. La región de Constantia, conocida con el nombre de pagus Constantinus, fue llamada, posteriormente el Contentin.
Su primer obispo fue: San Éreptiole.

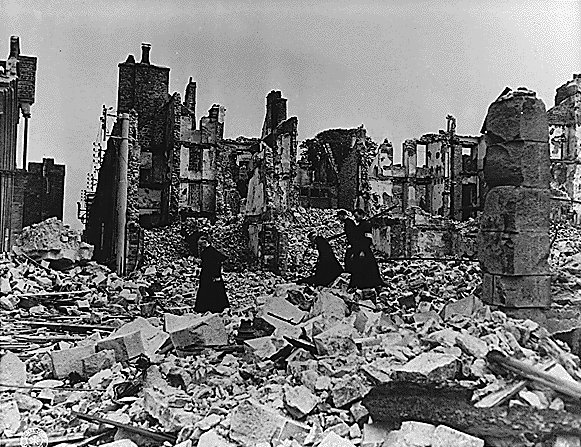
Coutances en ruinas 1944

Destruida por los Normandos en el año 866 fue necesario esperar hasta el siglo XI, cuando llegó a Coutances el obispo Geoffroy de Montbray, compañero de Guillermo el Conquistador para verla renacer con su nueva catedral, y unas fundaciones religiosas. En 1204, Normandía fue reconquistada por el rey de Francia y la catedral fue reconstruida al estilo francés con el apoyo del obispo Hugues de Morville (1208-1238), que fue, asimismo, el fundador del hospital.
Durante las guerras de religión, en 1562, la catedral fue tomada por los hugonotes. Raptaron al obispo Arthur de Cossé y le obligaron a recorrer la ciudad montado, de espaldas a la cabeza, sobre un asno con una mitra, la cola del mismo entre las manos del obispo.
Hasta 1569 el obispo de Coutances tuvo jurisdicción sobre las Islas de la Mancha.
A principios del siglo XVIII, el barón Duhamel, alcalde del ayuntamiento, obsesionado por el urbanismo, hizo abrir las calles que constreñían el centro de la ciudad, convirtiéndolas en agradables avenidas.
En 1944 la ciudad fue destruida por un terrible bombardeo que causó más de 300 muertos. El arquitecto encargado de la reconstrucción, Louis Arretche (constructor asimismo de Saint-Malo), puso todo su empeño en que la ciudad recuperara su aspecto anterior, aunque dotándola de equipamientos modernos.

## Economía
La economía de Coutances se basa, principalmente, en la agro-alimentación. La empresa Agrial es una cooperativa agrícola de dimensión nacional de la que, una parte de sus actividades, se encuentra en Coutances. Una empresa láctea fabrica, entre otras cosas, el coutances un queso con denominación de origen.
En lo concerniente a la alta tecnología, una empresa de Coutances fabrica los circuitos impresos.

## Educación
Coutances cuenta con:
- 10 escuelas maternales y primarias
- 2 colegios
- 5 liceos (dos de enseñanza general, uno agrícola y 2 profesionales)

## Monumentos y lugares turísticos
- Catedral Notre-Dame de Coutances
- Ayuntamiento, instalado en el palacio de Cussy, conserva una maqueta de 1/5 de un drakkar (barco de los piratas normandos)
- Jardín botánico
- Museo Quesnel-Moriniére
- Las iglesias de San Nicolás y San Pedro
- Liceo Charles-François Lebrun, primer liceo imperial
- Parque medieval del Obispo, antiguo parque del obispo, con un coto de caza, nevero y fuente de aguas ferruginosas.

## Parques y espacios verdes
La ciudad está llena de jardines y obtuvo el premio de las tres flores en el concurso de las ciudades floridas
El jardín botánico es uno de los más importantes de la región.

## Eventos
+ Todos los años festival de jazz, Jazz sous les pommiers, durante la semana de la Ascensión.
- El cantante neerlandés Dik Annegarn dedicó una canción a la ciudad de Coutances (editada en 1975), que se incluyó en la banda original de la película La ciencia del sueño, en septiembre de 2006.

## Hermanamientos
- Ikley Gran Bretaña
- Ochsenfurt (Alemania)
- La Pocatière (Canadá)
- Saint-Ouen (Jersey)
- Troina (Italia)